# Knaster
Knaster (tyska och holländska: knaster, kanaster, av spanska: canastro, latin: canistrum, korg).
Knaster var ett slags röktobak (ursprungligen sådan som i korgar försändes från Habana till Spanien); dålig tobak.
Knaster eller knast kallas också en upphöjning eller en liten klack på en maskindel. Ändamålet kan vara att underlätta montering, fungera som ett stopp eller kontaktgivande organ vid inbördes rörliga maskindelar.
Ordet knast (knastar i plural) används även inom skånskan som ett slanguttryck och nedsättande benämning mot personer, med ungefär samma betydelse som "dåre" eller "efterbliven".
Geologiskt är det en lokal benämning för ett av de ovanpå alunskiffern i Hunneberg vilande bergartslagren samt tillika för bergarten själv, vilken utgörs av en mörk, kalkblandad, tämligen hård skiffer och äger en mäktighet av 1–2 meter. Knastern ligger nära ovanpå alunskifferbäddens översta orstenslager och täcks av så kallad undre graptolitskiffer.